# Тавничко језеро
Тавничко језеро се налази на Муртеници, односно на највећем масиву планине Златибор, који обухвата његов југоисточни део. Језеро је настало у окну некадашњег рудника и окружено је литицама и природом, што га чини атрактивним за све посетиоце. Вода у језеру је чиста. Литицама је заштићена од ветрова, што је чини идеалнијом за купање од вода свих осталих, околних језера. Налази се у Драглици, која припада територији општине Нова Варош,24 km од центра Златибора.

## Географија
Језеро је настало у некадашњем копу магнезита. Када су пре тридесетак година рудари завршили са ископавањима, планински поток је врло брзо напунио окно, и створио ово тиркизно плаво ремек дело. Језеро је дугачко 70, а широко 40 метара и поседује 2 стална извора. Највећа дубина, која је измерена у језеру, износи 8 метара. Захваљујући свом природном окружењу, на језеру не постоје ветрови и таласи, па је тиркизно плава вода тавничког језера погоднија за купаче у односу на околна језера. Тавничко језеро се налази на надморској висини од 1000 метара. Терен око језера је каменовит. Језеро је порибљено, међутим, пецање је забрањено, јер се у језеру налази веома мали број риба. Због стрмих литица око самог језера,прилаз води је могућ само на неколико места.

## Референцe
1. ↑  Lupom, Srbija Pod (2021-06-20). „Tavničko jezero - Tirkizno plavi biser Zlatibora”. Srbija pod Lupom (на језику: српски). Приступљено 2022-12-22.
2. ↑  „Тавничко језеро | zlatarinfo.rs”. Златаринфо (на језику: српски). Приступљено 2022-12-22.